# 12월 22일
12월 22일은 그레고리력으로 356번째(윤년일 경우 357번째) 날에 해당한다.

## 사건
- 69년 - 로마황제 비텔리우스가 도나우군단에게 생포되어 게모니아 계단에서 처형되다.
- 401년 - 인노첸시오 1세가 새로운 교황으로 선출되다.
- 1885년 - 조슈번 지방의 사무라이인 이토 히로부미가 일본의 수상이 되다.
- 1894년 - 드레퓌스 사건: 유대계 프랑스인인 프랑스 육군 장교 알프레드 드레퓌스가 반역 누명을 쓰고 종신형을 선고받음
- 1905년 - 베이징에서 청일조약 조인.
- 1989년 - 1989년 루마니아 혁명: 일주일의 유혈 충돌 끝에 니콜라에 차우셰스쿠의 독재가 끝나고 이온 일리에스쿠가 루마니아의 대통령이 되다.
- 1992년 - 대한민국과 베트남이 공식 수교를 재개했다.
- 1999년 - 대한항공 8509편 추락 사고 발생.
- 2011년 - 정봉주 전 의원에 대한 BBK 주가 조작 사건 관련 재판에서 징역 1년의 실형이 확정되다.

## 문화
- 1808년 - 루트비히 판 베토벤의 《교향곡 5번》이 빈에서 초연되다.
- 1876년 - 알렉산더 그레이엄 벨이 엘리샤 그레이와의 특허 재판에서 승리해 전화기 발명자가 됨.
- 1980년 - 대한민국 KBS 2TV와 MBC TV가 컬러 본방송을 시작.
- 2001년 - 최초의 복제 고양이 CC가 태어나다.
- 2017년 - 경강선 서원주역 ~ 강릉역 복선전철 구간 개통.

## 탄생
- 948년 - 고려(高麗)의 무신(武臣) 강감찬(姜邯贊 姜邯瓚). (~1031년)
- 1300년 - 원나라의 제9대 황제 원 명종. (~1329년)
- 1546년 - 일본의 센고쿠 시대 무장 구로다 요시타카. (~1604년)
- 1850년 - 멕시코의 대통령 빅토리아노 우에르타. (~1916년)
- 1858년 - 이탈리아의 작곡가 자코모 푸치니. (~1924년)
- 1862년 - 미국의 야구 선수 코니 맥. (~1956년)
- 1876년 - 조선 말기와 대한제국의 국어학자 주시경. (~1914년)
- 1880년 - 일본제국의 독립운동가 윤병구. (~1949년)
- 1881년 - 라트비아의 정치인 알베르츠 크비에시스. (~1944년)
- 1883년 - 미국의 작곡가 에드가르 바레즈. (~1965년)
- 1887년 - 인도의 수학자 스리니바사 라마누잔. (~1920년)
- 1899년 - 대한민국의 서양화가, 교수, 교육자 이종우. (~1981년)
- 1902년 - 대한민국의 독립운동가 장내주. (~1928년)
- 1907년 - 영국의 배우 페기 애시크로프트. (~1991년)
- 1912년 - 미국의 제36대 대통령인 린든 B. 존슨의 부인 레이디 버드 존슨. (~2007년)
- 1922년 - 대한민국의 정치인 조종호. (~2010년)
- 1931년 - 독일의 허들 선수 기셀라 비르케마이어. (~2024년)
- 1933년 - 미국의 배우 엘리자베스 허버드. (~2023년)
- 1937년 - 러시아의 아동 문학가 예두아르트 우스펜스키. (~2018년)
- 1939년 - 미국의 소설가 겸 영화배우 및 영화연출가, 기업인 토니 스카티.
- 1944년 - 미국의 야구 선수 스티브 칼턴.
- 1949년
  - 영국의 가수 로빈 깁. (~2012년)
  - 영국의 가수 모리스 깁. (~2003년)
- 1951년 - 대한민국의 성우 송도영.
- 1954년
  - 대한민국의 교수, 북한학자 리영화.
  - 영국의 배우 휴 쿼시.
- 1955년 - 대한민국의 성우 이규화.
- 1956년 - 일본의 배우 무라카미 히로아키.
- 1958년 - 대한민국의 정치인 이병환.
- 1959년
  - 대한민국의 성우 이승환. (~2011년)
  - 독일의 전 축구 선수, 지도자 베른트 슈스터.
- 1960년
  - 일본의 기업인 히라이 카즈오.
  - 미국의 화가 장미셸 바스키아. (~1988년)
- 1961년 - 대한민국의 의료인, 정치인 신동근.
- 1962년
  - 영국의 배우 레이프 파인스.
  - 영국의 영화 제작자, 프로듀서 라이어널 위그럼.
- 1963년
  - 이탈리아의 축구인 주세페 베르고미.
  - 스위스의 정치인 카린 켈러-수터.
- 1965년
  - 대한민국의 농부 출신 정치인 박창석.
  - 대한민국의 기자 출신 정치인 전영욱.
  - 대한민국의 쇼핑호스트, 방송인 유난희.
  - 미국의 배우, 음악가 조너선 조스. (~2025년)
- 1967년 - 루마니아의 축구 선수 단 페트레스쿠.
- 1969년 - 대한민국의 정치인, 변호사 이정희.
- 1970년 - 대한민국의 전문직업인 진승희.
- 1971년
  - 대한민국의 배우, 가수 이혜영.
  - 대한민국의 배우 이상훈.
- 1972년
  - 대한민국의 법조인, 정치인, 기초자치단체장 김종천.
  - 캐나다의 아이스하키 선수 커크 몰트비.
  - 프랑스의 가수, 배우 바네사 파라디.
- 1973년
  - 대한민국의 희극인 박준형.
  - 캐나다의 가수 사리나 파리.
- 1974년 - 덴마크의 배우 라우라 드라스베크.
- 1975년
  - 대한민국의 배우 정요숙.
  - 벨라루스의 권투 선수 파벨 도브갈.
- 1978년 - 미국의 래퍼 데니 안 (God).
- 1980년
  - 대한민국의 배우 이은주. (~2005년)
  - 대한민국의 요리사, 유튜버 정창욱.
- 1981년
  - 대한민국의 배우, 무용가 김설진.
  - 이탈리아의 배우 니콜라스 바포리디스.
  - 멕시코 프로레슬링 선수 신 카라.
- 1982년
  - 독일의 에페 선수 브리타 하이데만.
  - 중화인민공화국의 가수 상원제.
  - 대한민국의 가수 지요.
- 1983년
  - 오스트레일리아의 모델 제니퍼 호킨스.
  - 일본의 성우 카노 유이.
- 1984년
  - 스웨덴의 가수 베이스헌터.
  - 일본의 전 축구 선수 하타노 히로시.
- 1985년 - 대한민국의 수영 선수 류윤지.
- 1987년 - 포르투갈의 축구 선수 에데르지투 안토니우 마세두 로페스.
- 1988년
  - 대한민국의 피아노 연주자 원재연.
  - 일본의 축구 선수 고미네 다쿠야.
- 1989년
  - 대한민국의 가수 성용 (터치).
  - 미국의 가수 조딘 스파크스.
  - 대한민국의 뮤지컬 배우 이지영.
  - 대한민국의 배우 박가영.
- 1990년
  - 대한민국의 바이올리니스트 장유진.
  - 일본의 성우 안자이 치카.
- 1991년
  - 대한민국의 배우 이세희.
  - 미국의 래퍼 다베이비.
  - 일본의 가수 시미즈 사키.
- 1992년
  - 대한민국의 래퍼 문별 (마마무).
  - 대한민국의 배우 조혜정.
  - 대한민국의 희극인 김민희.
  - 대한민국의 전 가수 강민주.
- 1993년 - 미국의 가수 메간 트레이너.
- 1994년
  - 대한민국의 육상 선수 최예은.
  - 대한민국의 영화배우 한여름.
- 1995년 - 대한민국의 리그 오브 프로게이머 칸.
- 1996년 - 대한민국의 가수 천진 (마이틴).
- 1997년
  - 대한민국의 야구 선수 성재헌.
  - 대한민국의 DJ 겸 프로듀서 아빈.
- 1998년
  - 조선민주주의인민공화국의 레슬링 선수 리세웅.
  - 미국의 래퍼 라토.
  - 노르웨이의 테니스 선수 카스페르 루드.
  - 미국의 배우 G. 해널리우스.
- 1999년 - 일본의 성우 구스노키 토모리.
- 2000년 - 대한민국의 가수 에릭 (더보이즈).
- 2001년
  - 대한민국의 카트라이더 프로게이머 배성빈.
  - 노르웨이의 육상 선수 마르쿠스 로트.
- 2002년 - 대한민국의 가수 원채.
- 2005년 - 일본의 바둑 기사 후쿠오카 고타로.

## 사망
- 69년 - 로마 제국의 여덟 번째 황제 비텔리우스. (15년~)
- 1603년 - 오스만 제국의 술탄 메흐메트 3세. (1566년~)
- 1822년 - 영국의 물리학자, 화학자 윌리엄 하이드 울러스턴. (1766년~)
- 1880년 - 영국의 작가, 소설가 조지 엘리엇. (1819년~)
- 1937년 - 러시아의 아동 문학가 예두아르트 우스펜스키. (1937년~)
- 1979년 - 미국의 영화 제작자 대릴 F. 재넉. (1902년~)
- 1989년 - 프랑스의 소설가, 문학가, 극작가 사뮈엘 베케트. (1906년~)
- 1995년 - 영국의 경제학자, 연구원 제임스 미드. (1907년~)
- 2018년 - 벨기에의 수학자 장 부르갱. (1954년~)
- 2020년
  - 대한민국의 음악가 이강숙. (1936년~)
  - 프랑스의 영화배우 클로드 브라쇠르. (1936년~)
  - 미국의 가수 레슬리 웨스트. (1945년~)
  - 시리아의 정치인 무하마드 무스타파 메로. (1941년~)
- 2022년
  - 대한민국의 기업인, 공무원 김백준.  (1940년~)
  - 대한민국의 번역가 천병희. (1939년~)
- 2023년 - 인도의 영화배우 사지드 칸. (1951년~)
- 2024년 - 대한민국의 시사평론가 유창선. (1960년~)

## 기념일
- 인민군 창설 기념일(Armed Forces Day): 베트남

## 같이 보기
- 전날: 12월 21일 다음날: 12월 23일 - 전달: 11월 22일 다음달: 1월 22일
- 음력: 12월 22일
- 모두 보기